# Tarundeep Rai
Tarundeep Rai, född 22 februari 1984, är en indisk bågskytt. Han deltog vid olympiska sommarspelen 2004, 2012 och 2020.